# Barishal (Distrikt)

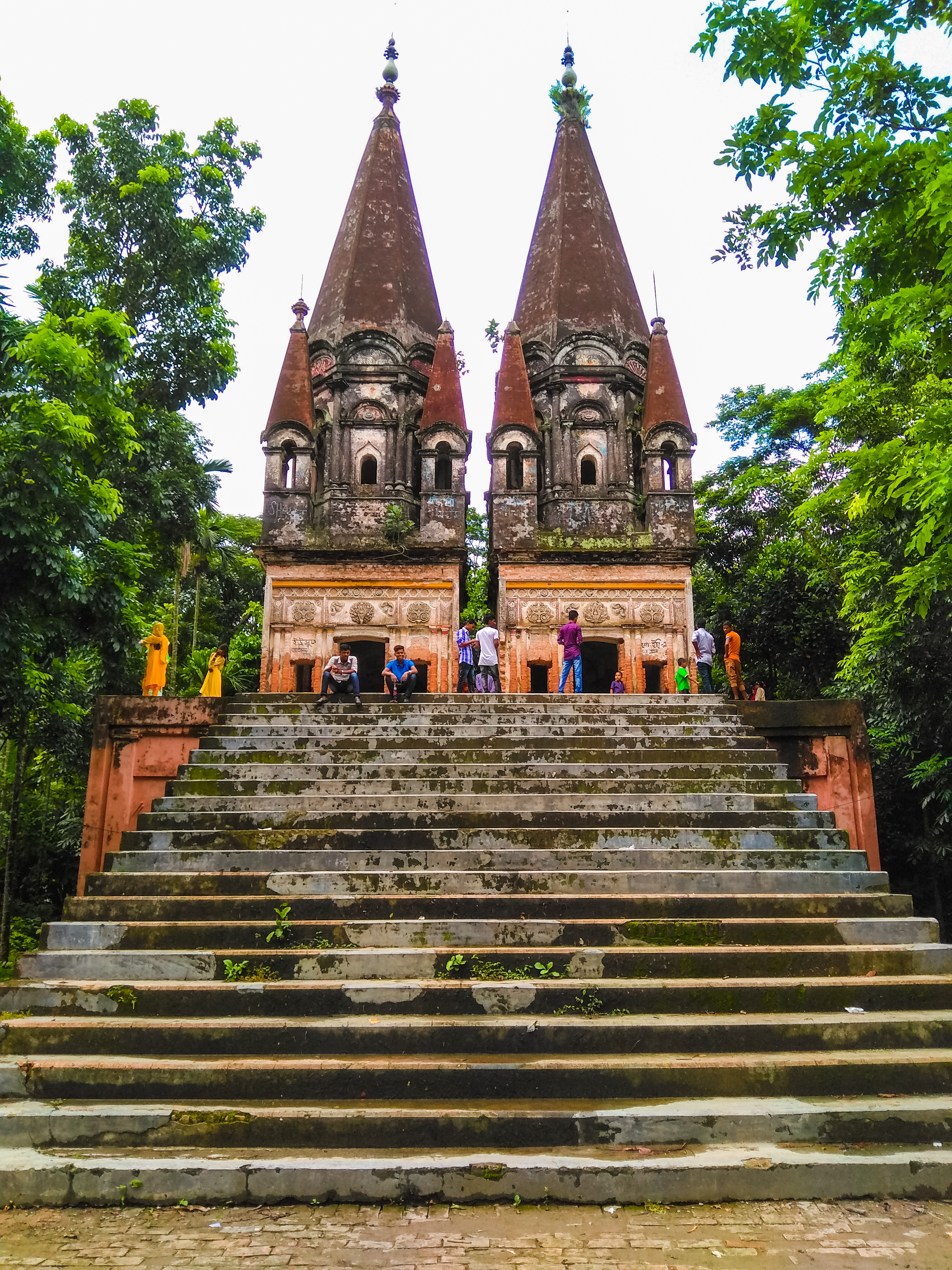
Der Pancharatna Schrein im Distrikt Barishal

Der Distrikt Barishal (Bengalisch: বরিশাল জেলা, Bariśāl jelā; auch Barisal) ist ein Verwaltungsdistrikt im südlichen Bangladesch in der Division Barishal. Der Distrikt hatte bei der Volkszählung 2011 2.324.310 Einwohner.
Der 2790,51 km² große Distrikt grenzt im Norden an die Nachbardistrikte Madaripur, Shariatpur, Chandpur und Lakshmipur, im Osten an Bhola und Lakshmipur und im Süden an Patuakhali, Barguna und Jhalokathi und im Westen Jhalokathi, Pirojpur und Gopalganj.
Die wichtigsten Flüsse sind der untere Meghna, der Arial Khan, Katcha, Kirtankhola und einige weitere Flüsse.
Der bereits 1797 als Bakerganj geschaffene Distrikt wurde später in Barisal umbenannt. Anfang April 2018 änderte die Regierung unter Premierministerin Hasina Wajed die offizielle Transkription in Barishal.
Seit 1993 gehört der Distrikt zur gleichnamigen Division. Der Distrikt ist unterteilt in zehn Upazilas: Barishal Sadar, Agailjhara, Babuganj, Bakerganj, Banaripara, Gournadi, Hizla, Mehendiganj und Wazirpur. Innerhalb dieser Verwaltungsunterteilung gibt es 86 Union Parishads (Dorfräte) und 1175 Dörfer.
Die größte Stadt des Distrikts ist das knapp 210.000 Einwohner zählende Barishal.